# Xanclomys
Xanclomys es un género de mamíferos aloterios que vivió durante el Paleoceno en América del Norte. Se trata de un género perteneciente al orden extinto de los Multituberculata, dentro del suborden Cimolodonta y de la familia Neoplagiaulacidae.
El género Xanclomys, nombrado por JK Rigby en 1980, también es conocido como Xancolomys. La identificación se basa en una sola especie, el Xanclomys mcgrewi. Los fósiles de este género se encontraron en los estratos de la cantera Swain en Wyoming (Estados Unidos). Es posible que existan otras especies, aunque no está identificadas.